# Anomala rufocuprea
Anomala rufocuprea är en skalbaggsart som beskrevs av Victor Ivanovitsch Motschulsky 1860. Anomala rufocuprea ingår i släktet Anomala och familjen Rutelidae. Inga underarter finns listade i Catalogue of Life.